# Pasanda
El pasanda es un curry de carne muy popular en el norte de la India y Pakistán, que tiene por orígenes los platos servidos en la Corte de los Emperadores Moghul. La denominación pasanda es una variación de la palabra hindi "pasande" o lo que traducido es "el favorito" y que se refiere al primer corte realizado en la carne y que de forma tradicional se emplea en su elaboración. La palabra tiene también relación etimológica con el urdu "Pansand" que significa "placentero".

## Características
El pasanda fue elaborado en sus orígenes con carne de cordero (procedente de la pierna), cortado en tiras, marinado y posteriormente frito en un plato con diferentes aliños de acompañamiento. En la actualidad el pasanda se elabora también de vaca, oveja, pollo y pavo; en cada caso, el proceso e ingredientes permaneces inalterables a lo largo del tiempo. Tras el corte de la carne se suele hacer una marinada en yogur, chile en polvo y numerosas especias y aliños, donde las más comunes son el comino, la pimienta negra, el cardamomo, el ajo y una mezcla denominada garam masala. Tras unas cuantas horas de reposo en el marinado, la carne se pone en una sartén con otros ingredientes tales como cebollas, coriandro, chillis y en algunos casos casia y/o pimienta negra y se fríe durante un intervalo que puede ir de 30 minutos a una hora. El plato puede ser acompañado de tomates o almendras (en este caso el curry se conoce como badaam pasanda).

## Modo de servir
A menudo es servido con arroz blanco o pan naan a un lado. El pasanda se sirve como un plato de carne que puede ser compuesto en forma de kebab. Haciendo posibles variaciones con el sabor de las almendras, el pasanda se puede decir que es un curry suave elaborado con crema de leche, leche de coco y las almendras. Las especies de pasanda son menos pungentes que en otros curries de la India. 